# Veit Graber
Veit Graber (født 2. juli 1844 nær Innsbruck, død 3. marts 1892 på en rejse til Napoli) var en østrigsk zoolog.
Graber, der var professor ved universitetet i Czernowitz, er særlig kendt ved en række værdifulde arbejder over insekternes anatomi, navnlig forskellige sanseorganer — chordotonalorganer og høreorganer — samt over disse dyrs embryologi. Desuden er han forfatter af en populær, velskrevet og indholdsrig oversigt over insekterne, Die Insekten (1877—79).